# Autostrada Asti-Cuneo
Autostrada Asti-Cuneo S.p.A. è un'azienda italiana che opera nel settore della gestione in concessione di tratti autostradali.

## Storia
È nata il 1º marzo 2006 per la progettazione, costruzione e gestione dei 90,204 km dell'autostrada A33 Asti-Cuneo. La concessione scadrà nel 2030.

## Azionariato
- Società Autostrada Ligure Toscana S.p.A. - 60%
- ANAS S.p.A. - 35%
- Itinera S.p.A. - 5%

## Dati economici e finanziari
Autostrada Asti-Cuneo S.p.A. ha ottenuto 1,01 milioni di euro di ricavi, EBIT di 720000 €, utile di 652000 €. Patrimonio netto di 201,16 milioni di euro, debiti per 8,97 milioni.
Nel 2008 37 km della A33 sono già in esercizio e ammontano a 4,73 milioni i ricavi autostradali.

## Dati societari
- Ragione sociale: Autostrada Asti-Cuneo S.p.A.
- Sede legale: Via XX settembre n. 98/E - 00187 Roma
- Presidente: Agostino Spoglianti
- Amministratore delegato: Giuseppe Sambo
- Codice fiscale/Partita IVA: 08904401000
- Capitale sociale: 200.000.000 euro